# Спрингфилд (Мичиген)
Спрингфилд (енгл. Springfield) град је у америчкој савезној држави Мичиген. По попису становништва из 2010. у њему је живело 5.260 становника.

## Демографија
Према попису становништва из 2010. у граду је живело 5.260 становника, што је 71 (1,4%) становника више него 2000. године.
| Група             | 2000.         | 2010.         |
| Белци             | 4.428 (85,3%) | 3.910 (74,3%) |
| Афроамериканци    | 399 (7,7%)    | 504 (9,6%)    |
| Азијати           | 71 (1,4%)     | 394 (7,5%)    |
| Хиспаноамериканци | 130 (2,5%)    | 215 (4,1%)    |
| Укупно            | 5.189         | 5.260         |